# アルフォンソ・モセスティ
アルフォンソ・モセスティ（Alfonso Mosesti, 1924年4月18日 - 2018年4月8日）は、イタリアのヴァイオリン奏者。
リヴィニャーノの生まれ。トリエステでチェーザレ・バリソンにヴァイオリンを学んだほか、アントニオ・イレスベルクの薫陶も受けた。1954年から1999年までローマ、トリノ、ナポリの各地のイタリア放送のオーケストラの独奏者やコンサートマスターを務めた。
トリノにて没。

## 註
1. ↑  Lebrecht, Norman (2018年4月8日). “DEATH OF AN INFLUENTIAL CONCERTMASTER, 93”. Slippedisc.com.  オリジナルの2018年4月9日時点におけるアーカイブ。 2018年4月9日閲覧。
2. ↑  “Rivive il Concerto di Illersberg”. 2018年4月9日時点のオリジナルよりアーカイブ。2018年4月9日閲覧。
3. ↑  アルフォンソ・モセスティ - Discogs（英語）
4. ↑  “The Art of Violin 3 Alfonso Mosesti The Golden Age of Concertmasters”. 2018年4月9日時点のオリジナルよりアーカイブ。2018年4月9日閲覧。
5. ↑  “SAD NEWS ｜ Renowned Italian Concertmaster Alfonso Mosesti Has Died – Aged 94”. theviolinchannel.com. (2018年4月8日).  オリジナルの2018年4月9日時点におけるアーカイブ。 2018年4月9日閲覧。

| スタブアイコン | サブスタブ | この項目は、まだ閲覧者の調べものの参照としては役立たない、人物に関連した書きかけの項目です。この項目を加筆・訂正などしてくださる協力者を求めています（P:人物伝/PJ:人物伝）。 |